# Аппер-Дарбі Тауншип (округ Делавар, Пенсільванія)
Аппер-Дарбі Тауншип (англ. Upper Darby Township) — селище (англ. township) в США, в окрузі Делавер штату Пенсільванія. Населення — 85 681 особа (2020).

## Демографія
Згідно з переписом 2010 року, у селищі мешкало 82 795 осіб у 31 737 домогосподарствах у складі 20 639 родин. Було 34133 помешкання
Расовий склад населення:
| - 56,6 % — білих - 27,5 % — чорних або афроамериканців - 11,1 % — азіатів - 0,2 % — корінних американців - 1,9 % — осіб інших рас |

До двох чи більше рас належало 2,7 %. Частка іспаномовних становила 4,5 % від усіх жителів.
За віковим діапазоном населення розподілялося таким чином: 24,6 % — особи молодші 18 років, 64,8 % — особи у віці 18—64 років, 10,6 % — особи у віці 65 років та старші. Медіана віку мешканця становила 34,7 року. На 100 осіб жіночої статі у селищі припадало 92,8 чоловіків;  на 100 жінок у віці від 18 років та старших — 89,8 чоловіків також старших 18 років.
Середній дохід на одне домашнє господарство  становив 64 820 доларів США (медіана — 49 783), а середній дохід на одну сім'ю — 76 407 доларів (медіана — 60 976). Медіана доходів становила 44 948 доларів для чоловіків та 39 194 долари для жінок. За межею бідності перебувало 15,2 % осіб, у тому числі 20,6 % дітей у віці до 18 років та 12,6 % осіб у віці 65 років та старших.
Цивільне працевлаштоване населення становило 40 445 осіб. Основні галузі зайнятості: освіта, охорона здоров'я та соціальна допомога — 31,3 %, мистецтво, розваги та відпочинок — 11,3 %, роздрібна торгівля — 10,8 %.